# Per José Karlén
Per José Karlén född 1974 i Guatemala, uppvuxen i Kramfors och Leksand, är en författare, illustratör och formgivare.

## Priser och utmärkelser
- Rabén & Sjögrens debutantpris 2004